# Tivela (Tivela) natalensis
Tivela (Tivela) natalensis је врста морских шкољки из рода Tivela, породице Veneridae, тзв, Венерине шкољке. Таксон се сматра не прихваћеним. Прихваћен је као врста 
 Dunker, 1858..